# Bimbo (banda)
Bimbo, conocido también como el Trio Bimbo, es una banda musical religiosa de Indonesia formado en 1967.

## Carrera
En 1967, el grupo se presentó por primera vez en un programa de televisión. Al principio se llamó el Trío Bimbo por Hamid Gruno de la red TVRI, mientras que los integrantes del grupo como Sam, Acil y Jaka, adoptaron el nombre del programa en la que pasaría se el nombre oficial artístico de la banda. El trío interpretó una vieja canción titulada Bésame Mucho, de Consuelo Velázquez, y Malaguenna Salerosa, de Elpido Ramírez.
En 1969, el Trío Bimbo lanzó varias canciones escritas por Iwan Abdurahman, incluyendo temas musicales como Melati dari Jayagiri (Jazmín de Jayagiri) y Flamboyan (Flamboyant). Un año después, la banda lanzó su primer álbum debut grabado por Polydor, un sello discográfico de Singapur. El álbum contiene canciones escritas y compuestas por Iwan Abdurahman y Tonny Koeswoyo, como Pinang Muda, Melati dari Jayagiri, Berpisah, Flamboyan, Manis dan Sayang y Pengembara. El álbum también contiene algunos temas musicales de éxitos internacionales como Light My Fire, de The Doors, Había una vez un amor, de José Feliciano, Cecilia, El Cóndor Pasa, de Simon & Garfunkel y Soñé y Wichita Lineman, de Jimmy Webb. Este álbum contó la colacoración de Maryono, un saxofonista de Surabaya. En Indonesia, el álbum fue distribuido por el sello discográfico Remaco.
A principios de la década de los años 1970, Remaco decidió lanzar su álbum. Las canciones del álbum, incluye temas musicales como Balada Seorang Kelana, de Iwan Abdurahman y Angin Noviembre, "sunyi" de A. Riyanto y Bunga Sedap Malam de Koeswandi. Trio Bimbo cambió su nombre más reducido por Bimbo en 1973, a raíz de que Iin's, pasó a formar parte del grupo. En este período, Bimbo cuenta con sus integrantes adicionales como Indra Rivai en los teclados, Iwan Abdurrachman en el bajo y Rudy Suparma en la batería.

## Integrantes
- Samsudin Sam Hardjakusumah
- Darmawan Acil Hardjakusumah
- Jaka Purnama Hardjakusumah
- Parlina Iin Hardjakusumah